# 小行星8460
小行星8460（英語：8460 Imainamahoe）是一颗围绕太阳公转的小行星。1981年3月2日，舒爾特·巴斯在赛丁泉山发现了此天体。
这颗小行星的绝对星等为220.54679等。